# D1006 (Isère)
De D1006 is een departementale weg in het Franse departement Isère. De weg loopt van de grens met Rhône via Bourgoin-Jallieu naar de grens met Savoie. In Rhône loopt de weg verder als D306 naar Lyon en Parijs. In Savoie loopt de weg als D1006 verder naar Chambéry en Turijn.

## Geschiedenis
Oorspronkelijk was de D1006 onderdeel van de N6. In 2006 werd de weg overgedragen aan het departement Isère, omdat de weg geen belang meer had voor het doorgaande verkeer vanwege de parallelle autosnelweg A43. De weg is toen omgenummerd tot D1006.